# Bálsamo (São Paulo)
Bálsamo es un municipio brasileño del estado de São Paulo. Localizado a la latitud 20º44'07" Sur y a la longitud 49º35'01" Oeste, estando a una altitud de 545 metros. Su población estimada en 2004 era de 7.632 habitantes.
- Datos: Q1750436
- Multimedia: Bálsamo / Q1750436